# João Basso
João Othávio Basso (Curitiba, 13 febbraio 1997) è un calciatore brasiliano, difensore del Santos.

## Caratteristiche tecniche
È un difensore centrale.

## Carriera
Cresciuto nel settore giovanile del Paraná, debutta in prima squadra il 28 novembre 2015 in occasione dell'incontro di Série B pareggiato 1-1 contro il Sampaio Corrêa.

## Statistiche

### Presenze e reti nei club
Statistiche aggiornate al 31 luglio 2021.
| Stagione        | Squadra         | Campionato      | Campionato | Campionato | Coppe nazionali | Coppe nazionali | Coppe nazionali | Coppe continentali | Coppe continentali | Coppe continentali | Altre coppe | Altre coppe | Altre coppe | Totale | Totale |
| Stagione        | Squadra         | Comp            | Pres       | Reti       | Comp            | Pres            | Reti            | Comp               | Pres               | Reti               | Comp        | Pres        | Reti        | Pres   | Reti   |
| --------------- | --------------- | --------------- | ---------- | ---------- | --------------- | --------------- | --------------- | ------------------ | ------------------ | ------------------ | ----------- | ----------- | ----------- | ------ | ------ |
| 2015            | Paraná          | A1/PR+B         | 0+1        | 0          | CB              | 0               | 0               |                    | -                  | -                  |             | -           | -           | 1      | 0      |
| 2016            | Paraná          | A1/PR+B         | 7+14       | 0          | CB              | 1               | 0               |                    | -                  | -                  |             | -           | -           | 22     | 0      |
| 2016-2017       | Estoril Praia   | PL              | 2          | 1          | CP+CdL          | 0+1             | 0               |                    | -                  | -                  |             | -           | -           | 3      | 1      |
| 2017-2018       | Real SC         | LdH             | 22         | 2          | CP+CdL          | 0               | 0               |                    | -                  | -                  |             | -           | -           | 22     | 2      |
| 2018-2019       | Estoril Praia   | LdH             | 1          | 0          | CP+CdL          | 0               | 0               |                    | -                  | -                  |             | -           | -           | 1      | 0      |
| 2019-2020       | Arouca          | CdP             | 20         | 5          | CP              | 1               | 0               |                    | -                  | -                  |             | -           | -           | 21     | 5      |
| 2020-2021       | Arouca          | LdH             | 33+2       | 7+0        | CP              | 1               | 0               |                    | -                  | -                  |             | -           | -           | 36     | 7      |
| 2021-2022       | Arouca          | PL              | 4          | 1          | CP+CdL          | 0+2             | 0+1             |                    | -                  | -                  |             | -           | -           | 6      | 2      |
| Totale carriera | Totale carriera | Totale carriera | 106        | 16         |                 | 6               | 1               |                    | -                  | -                  |             | -           | -           | 112    | 16     |